# 原宿探偵学園 スチールウッド
『原宿探偵学園 スチールウッド』（はらじゅくたんていがくえん スチールウッド）は、アイディアファクトリーより2010年4月22日に発売されたPlayStation Portable用ゲーム。

## 登場人物
堀北 由希（ほりきた ゆき）
主人公（名前の変更可）。探偵を目指し『原宿探偵学園』へ入学した少女。捜査チーム5に所属。
松山 悠（まつやま ゆう）
声 - 鈴村健一
チーム5の一員。得意分野は犯罪心理学。
秋月 純之助（あきづき じゅんのすけ）
声 - 鈴木千尋
チーム5の一員。得意分野は特にないムードメーカー。
美里 響（みさと ひびき）
声 - 梶裕貴
チーム5の一員。得意分野は物的証拠を探すこと。
比良坂 京介（ひらさか きょうすけ）
声 - 鳥海浩輔
由希たちの担任。
芙蓉 薫（ふよう かおる）
声 - 前野智昭
原宿のショップ経営者。情報通。
帯脇 陽輝（たてわき はるき）
声 - 杉山紀彰
由希の幼馴染。
神宮 竜造（じんぐう りゅうぞう）
声 - 上田燿司

南 辰巳（みなみ たつみ）
声 - 松田健一郎

古賀 武（こが たけし）
声 - 小田久史

吉原 哲也（よしはら てつや）
声 - 藤本隆行

青山 麻衣子（あおやま まいこ）
声 - 高橋あみか

織田 秋生（おだ あきお）
声 - 宮本奈緒

春野 狭（はるの きょう）
声 - 飯田奈保美

神谷 ケイ（かみや -）
声 - 笹田貴之

小宮山 遥（こみやま はるか）
声 - 野宮一範

堀北 亜希（ほりきた あき）
声 - 高本めぐみ
由希の姉『原宿探偵学園』に在籍していた。

## 主題歌
- OP『ソラニピストル』
  - 歌 - sleep warp
  - 作詞 - rumi
  - 作曲・編曲 - タバタカズト
- OP『glow worm』
  - 歌 - sleep warp
  - 作詞 - rumi
  - 作曲・編曲 - タバタカズト